# Drosophila sabroskyi
Drosophila sabroskyi är en tvåvingeart som beskrevs av Elmo Hardy 1965. Drosophila sabroskyi ingår i släktet Drosophila och familjen daggflugor.
Artens utbredningsområde är Hawaii.